# البارجة الألمانية تيربيتز
تيربيتز هو البارجة الثانية من فئة بسمارك التي خدمت في البحرية الألمانية النازية كريجسمارينهخلال الحرب العالمية الثانية. سميت على اسم الأدميرال ألفريد فون تيربيتز، قائد بحري ومبدعً للبحرية الإمبراطورية الألمانية، أعطت البحرية الإمبراطورية الأمر ببناء السفينة في حوض بناء السفن كريكسمارينفيفت في نوفمبر 1936 وتم الانتهاء من هيكلها بعد عامين ونصف العام. تم الانتهاء من العمل في فبراير 1941، عندما تم تكليفها في الأسطول الألماني. كما هو الحال مع «شقيقتها» البارجة بسمارك كانت تيربيتز مزودة ببطارية رئيسية من ثمانية 38 سنتيمتر (15 بوصة) في أربعة أبراج مزدوجة. بعد سلسلة من التعديلات في زمن الحرب، كانت أثقل بوزن 2000 طن من بسمارك، مما يجعلها أثقل سفينة حربية بنتها بحرية أوروبية على الإطلاق. 
تمركزت البارجة تيربيتز بشكل أساسي أثناء الحرب بالقرب من سواحل النرويج، وخاضت معارك مع البحرية البريطانية، والتي دمرتها الأخيرة في عملية Operation Source سنة 1944.
بعد الانتهاء من التجارب البحرية في أوائل عام 1941، كانت تيربيتز لفترة قصيرة بمثابة حجر الأساس لأسطول البلطيق، والذي كان يهدف إلى منع أي محاولات من أسطول البلطيق السوفيتي. في أوائل عام 1942، أبحرت السفينة إلى النرويج لتعمل كرادع ضد غزو الحلفاء. أثناء تمركزها في النرويج، كانتستخدم أيضًا ألاعتراض قوافل الحلفاء المتجهة إلى الاتحاد السوفيتي، وقامت بمهمتين من هذا القبيل في عام 1942. تعتبر تيربيتز بمثابة أسطول بحد اته، مما أجبر البحرية الملكية البريطانية على الاحتفاظ بقوات بحرية كبيرة في المنطقة لاحتواء السفينة الحربية. 
في سبتمبر 1943، قصفت تيربيتز والبارجة شارنهورست مواقع الحلفاء في سبيتسبرغن، وهي المرة الوحيدة التي استخدمت فيها بطاريتها الرئيسية في دور هجومي. بعد ذلك بوقت قصير، تعرضت السفينة لأضرار في هجوم من الغواصات البريطانية المسمى بعملية المصدر وتعرضت بعد ذلك لسلسلة من الغارات الجوية واسعة النطاق. في 12 نوفمبر 1944، قامت قاذفات القنابل البريطانية لانكستر المجهزة بـ 12,000 رطل (5,400 كـغ) بهجوم بقنابل تولبوي وسجلت ضربتين مباشرتين مما تسبب في انقلاب السفينة بسرعة. امتدت الحرائق على سطح السفينة إلى مخزن الذخيرة لإحدى الأبراج الرئيسية للبطاريات مما تسبب في انفجار كبير. وتتراوح أرقام عدد الرجال الذين قتلوا في الهجوم بين 950 و1204. بين عامي 1948 و1957 تم تفكيك الحطام بعملية إنقاذ نرويجية وألمانية مشتركة.

## اقتباسات
1. ↑  Luis de la Sierra (1979). La guerra naval en el Atlántico (1939-1945) (بالإسبانية). Editorial Juventud. p. 370. ISBN:978-84-261-5715-7. OL:4810394M. QID:Q28056811.
2. ↑  Garzke & Dulin.
3. ↑  Kemp.

## روابط خارجية
- متحف تيربيتز
- صورة جوية لسفينة حربية تيربيتز في مرساها في كافجورد، النرويج.   - صورة غير منشورة نشأت من ألبوم صور خاص للمراقب التجريبي للقوات الجوية السوفيتية Feodossiy S. Goryachiy.
- نشرة إخبارية عن حياة وموت Tirpitz تظهر هجمات RN ، FAA و RAF